# Siphonacme lyttoni
Siphonacme lyttoni är en mångfotingart som beskrevs av Cook och Loomis 1928. Siphonacme lyttoni ingår i släktet Siphonacme och familjen Siphonophoridae. Inga underarter finns listade i Catalogue of Life.